# Shadows of Death: Im Fadenkreuz der Mafia
Shadows of Death: Im Fadenkreuz der Mafia ist ein US-amerikanischer Thriller von Ric Roman Waugh aus dem Jahr 2001.

## Handlung
In Miami stirbt ein Neffe eines New Yorker Mafiapaten, der als Stuntman arbeitete. Dessen Onkel beauftragt den Killer Eric O’Bryne mit der Ermordung des Stuntkoordinators Lance Huston. O’Bryne lernt die Tochter der Zielperson Clarissa kennen; er arbeitet selbst als Stuntman, was ihm Freude bereitet. Daraufhin will er seine Zielperson nicht mehr töten.

## Kritiken
- Lexikon des internationalen Films: Der Kriminalfilm „von der Stange“ sei unrealistisch, aber spannend. Er leide unter der „konventionellen Regie“, die aus der Serie Miami Vice leihe. Die Hauptdarsteller würden „minimalistisch“ oder übertrieben spielen, James Caan sei die einzige Ausnahme.[1]
- Kevin Laforest, „Apollo Guide“: Die solide Besetzung mache den Film hineinziehend. Modine spiele jedoch ungleichmäßig, Cuba Gooding junior sei nicht überzeugend. Die Charaktere seien eindimensional.[2]

## Sonstiges
Der in Miami gedrehte Thriller kostete die Produzenten ungefähr 10 Millionen US-Dollar.